# Przecznica
Przecznica is een plaats in het Poolse district  Lwówecki, woiwodschap Neder-Silezië. De plaats maakt deel uit van de gemeente Mirsk en telt 307 inwoners.